# Cynarina lacrymalis
Cynarina lacrymalis is een rifkoralensoort uit de familie Lobophylliidae. De wetenschappelijke naam van de soort is, als Caryophyllia lacrymalis, voor het eerst geldig gepubliceerd in 1848 door Henri Milne-Edwards & Jules Haime.
De soort komt voor langs de oostkust van Afrika, bij Madagaskar, in de Rode Zee en de Golf van Aden, het zuidwestelijke en noordelijke deel van de Indische Oceaan, in het Indo-Pacifisch gebied, bij Australië, in Zuidoost-Azië, Japan, in de Oost-Chinese Zee en in het West-Pacifisch gebied. Ze staat op de Rode Lijst van de IUCN geklasseerd als 'gevoelig'.